# Cleome boliviensis
Cleome boliviensis är en paradisblomsterväxtart som beskrevs av Hugh Hellmut Iltis. Cleome boliviensis ingår i släktet paradisblomstersläktet, och familjen paradisblomsterväxter. Inga underarter finns listade i Catalogue of Life.